# Chileuma paposo
Chileuma paposo är en spindelart som beskrevs av Platnick, Shadab och Sorkin 2005. Chileuma paposo ingår i släktet Chileuma och familjen Prodidomidae. Inga underarter finns listade i Catalogue of Life.